# Comme je m'ennuie de toi

Comme je m'ennuie de toi est une chanson écrite, composée et interprétée par William Sheller pour l'album William Sheller en 1975.

## Historique
Pour cette chanson, face B du 45 tours single Rock'n'dollars, Sheller raconte l'histoire d'un amoureux très collant, qui ne peut pas se passer un instant de sa copine et qui voit son image partout où il va. 
Dans un morceau du texte on entend : « Ce n'est pas que mes amis m'abandonnent, mais je les emmerde au téléphone, à parler de toi ». Il s'agit d'une des deux seules chansons où Sheller emploie un terme grossier.
En octobre 2015 paraît son album Stylus dans lequel la chanson est reprise dans une version piano-voix et quatuor à cordes, mais « je les emmerde » est devenu « je les fatigue ».